# Fredrik Afzelius
Fredrik Georg Afzelius, född 7 december 1812 i Films församling, Uppsala län, död 19 mars 1896 i Uppsala församling, var en svensk filosofisk skriftställare, akademiadjunkt och politiker.

## Biografi
Afzelius var son till bergslagsläkaren vid Dannemora gruvor Carl Johan Afzelius och Christina Öhberg. Han gifte sig 1847 med Edla Sofia Elisabet Richert (1824–1900), dotter till den berömde rättslärde Johan Gabriel Richert. De fick sonen Ivar Afzelius.
Han blev student vid Uppsala universitet 1829 och filosofie magister 1836. Han utnämndes 1838 till docent i praktisk filosofi och 1842 till adjunkt i teoretisk och praktisk filosofi.
Afzelius var ledamot av riksdagens andra kammare 1873–1875, invald i Uppsala stads valkrets. Han var senare ledamot av riksdagens första kammare 1878–1884 för Uppsala län. Han tillhörde Lantmannapartiet i andra kammaren.
Afzelius redigerade som ansvarig utgivare Intelligensbladet 1844–1846, samt utgav flera läroböcker och lärda skrifter, såsom: Lärobok i Logiken, Lärobok i Psychologien med flera. Afzelius avgick vid 1893 års slut från sin adjunktsbefattning. Afzelius var en av de få svenska filosofer som kan sägas ha varit anhängare av Hegel. Den svenska filosofin vid denna tid dominerades av den skola som grundlades av Christopher Jacob Boström.